# Лопушанская, София Петровна
София Петро́вна Лопуша́нская (16 марта 1926, Полтава — 20 мая 2008, Волгоград) — советский и российский лингвист, доктор филологических наук (1976), профессор, заслуженный деятель науки Российской Федерации (1996).

## Биография
Родилась в г. Полтава Украинской ССР. Во время Великой Отечественной войны она была эвакуирована в Навтлугский детский дом (Грузия), в 1943 году окончила среднюю школу при этом детском доме, а в 1945 поступила в МГУ им. М. В. Ломоносова.
В 1945 году в Москве она познакомилась со своим будущим мужем, студентом философского факультета МГУ Сергеем Тимофеевичем Лопушанским. Он скончался в 1953 году от осложнения ранений, полученных на фронте. София Петровна воспитала сына — Константина Сергеевича Лопушанского, известного кинорежиссёра, кандидата искусствоведения, лауреата многих международных кинофестивалей, народного артиста Российской Федерации.

## Научная и профессиональная деятельность
Научная и профессиональная деятельность С. П. Лопушанской была связана с ведущими университетами России. В 1950 году она окончила МГУ по специальности «русский язык и литература», в 1961 — аспирантуру Ленинградского университета, более двадцати пяти лет (1950—1977) преподавала в Казанском государственном институте. В 1962 г. С. П. Лопушанской была присуждена ученая степень кандидата филологических наук, в 1976 г. — доктора филологических наук.
С 1977 по 1980 гг. С. П. Лопушанская работала профессором, заведующей кафедрой русского языка Волгоградского педагогического института. С 1980 г. София Петровна перешла в создаваемый Волгоградский государственный университет. В 1980 г. София Петровна возглавила кафедру русской филологии Волгоградского государственного университета, на базе которой сформировалось несколько кафедр филологического факультета; с 1994 г. являлась председателем диссертационного совета Волгоградского государственного университета по русскому и германским языкам; с 1998 по 2007 г. — директором Научно-исследовательского института истории русского языка Волгоградского государственного университета.
С именем С. П. Лопушанской в отечественной русистике связана целостная научная концепция, позволяющая дать непротиворечивое объяснение процесса эволюции времен и наклонений, по-разному сохранившихся в славянских языках, по-новому подойти к решению ряда проблем истории русского языка, исторического и современного словообразования, лексикологии и лексикографии, взаимодействия литературного языка и диалектов. В рамках сформировавшегося под руководством С. П. Лопушанской научного направления в последние двадцать лет можно говорить о создании и развитии Волгоградской научной школы «Русский глагол: история и современное состояние». Идеи и важнейшие положения ученого нашли отражение более чем в 220 публикациях (монографиях, учебных и лексикографических изданиях, статьях), выступлениях на международных конгрессах, симпозиумах, конференциях, в коллективных исследованиях, в полученных грантах РГНФ и РФФИ, Федеральной целевой программы «Русский язык», научных проектах, в работах учеников. Под руководством С. П. Лопушанской было защищено 10 докторских и 20 кандидатских диссертаций (в том числе гражданами Чехии и Словакии).
С. П. Лопушанская сочетала научную и педагогическую деятельность с общественной и просветительской. Она была членом Совета пo русскому языку при Президенте, а затем при Правительстве РФ (1994—2004), членом Головного Совета «Филология» при Министерстве образования РФ (c 1980), членом Координационного Совета тестирования зарубежных граждан по русскому языку при Министерстве образования РФ (с 1996), членом Координационного Совета по Федеральной целевой программе «Русский язык» при Министерстве образования РФ (с 1998), членом научного совета «Русский язык: история и современное состояние» при Отделении литературы и языка Российской Академии наук (с 1990), членом научно-методического совета по русскому языку и языкам народов РФ (с 1995).

## Основные работы
Научные труды С. П. Лопушанской имеют многогранный характер, но в центре внимания учёного всегда была история русского и других славянских языков. Особое место в исследованиях С. П. Лопушанской занимали старославянский и русский церковнославянский языки.
Среди основных работ С. П. Лопушанской можно назвать книги:
- «Очерки по истории глагольного формообразования в русском языке» (1967);
- «Основные тенденции эволюции простых претеритов в древнерусском книжном языке» (1975);
- «Развитие и функционирование древнерусского глагола» (1990);
- «Семантическая модуляция как речемыслительный процесс» (1996);
- «Разграничение старославянского и русского староцерковнославянского языков» (1997);
- «Кирилло-Мефодиевские традиции в России конца XX века» (1999);
- «Соотношение понятий стереотипность, концептуальное ядро и концептосфера в языкознании» (2002);
- «Компенсаторные процессы в истории русского глагола» (2003);

и многие другие, в которых рассматриваются теоретические и прикладные вопросы изучения и преподавания истории русского языка, славянского глагола, разрабатываются методы лингвокультурологического исследования языка Волгоградского региона.

## Награды
София Петровна являлась заслуженным деятелем науки Российской Федерации (1996), почётным доктором ВолГУ (1996), академиком Академии гуманитарных наук (Санкт-Петербург) (1998). Награждена медалями «Ветеран труда СССР» (1987), международной медалью (МАПРЯЛ) А. С. Пушкина «За большие заслуги в распространении русского языка в мире» (1996), нагрудными знаками «Почётный работник высшего профессионального образования РФ» (2001), «За отличные успехи в работе. Высшая школа СССР» (1976), «Отличник народного просвещения» (1968); Архиерейской грамотой митрополита Волгоградского и Камышинского Германа «В Благословение за усердные труды во славу святой Церкви» (1999); почётным званием «Хранитель традиций» Администрации Волгоградской области (2005); Благодарственным письмом и почётным знаком Международного Фонда «Александр Невский» (2005); орденом Русской Православной Церкви святителя Макария Митрополита Московского III степени «За духовное просвещение» (2006); многочисленными почётными грамотами.